# Jak se vám líbí

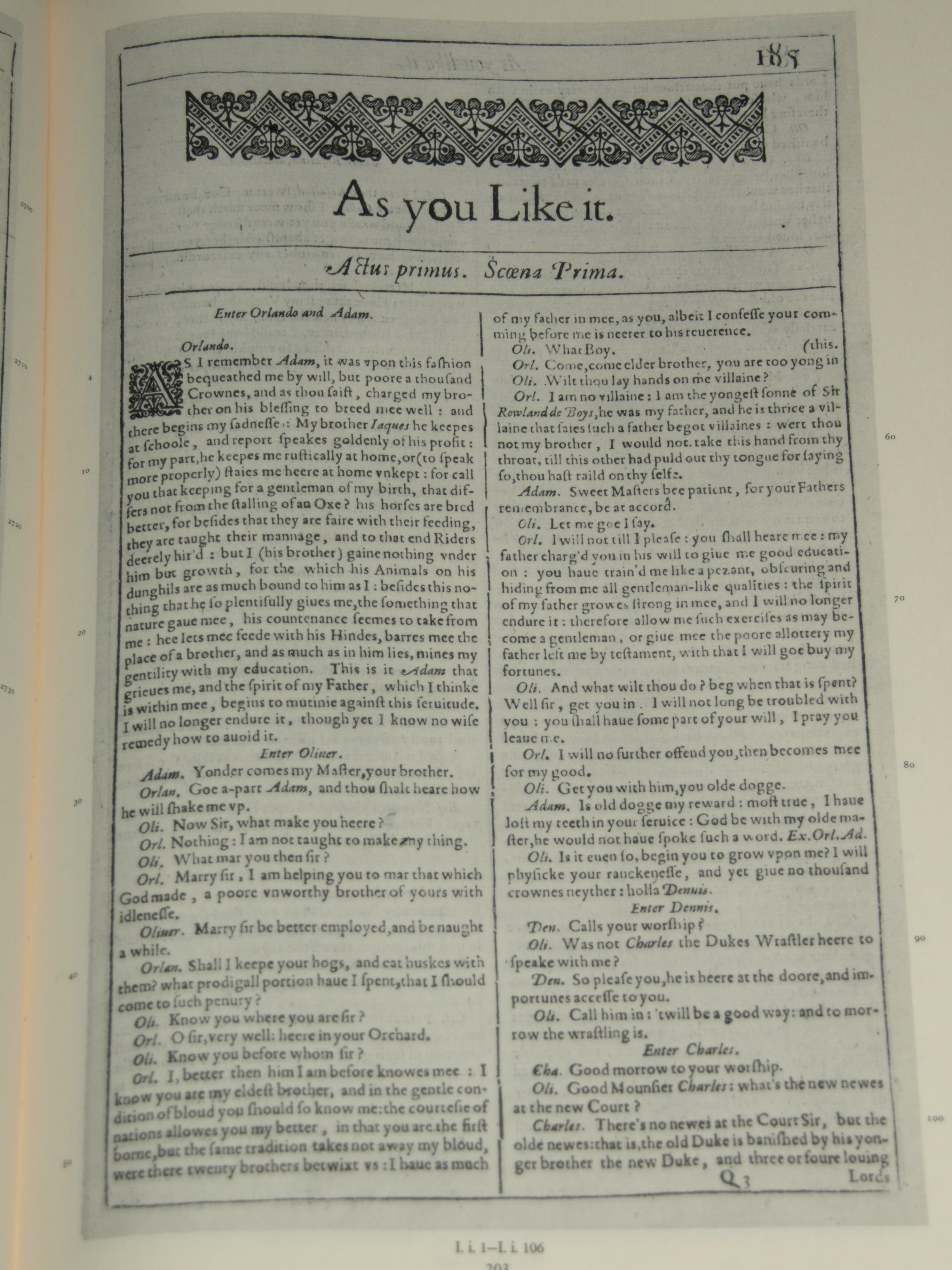
Faksimile první strany Jak se vám líbí z vydání z roku 1623.

Jak se vám líbí (v originále As You Like It) je komedie Williama Shakespeara napsaná pravděpodobně v roce 1599 nebo na začátku roku 1600. Do češtiny hru přeložil Martin Hilský a Jiří Josek. Z autorů jeho starších překladů zminňme např. Erika Adolfa Saudka.

## Postavy
- Vévoda, žijící ve vyhnanství
- Frederick, vévoda, jeho mladší bratr a uzurpátor
- Le Beau, dvořan ve službách Frederickových
- Charles, zápasník vévody Fredericka
- Šašek Prubíř, na knížecím dvoře
- Oliver, nejstarší syn Rowlanda de Boys
- Orlando, nejmladší syn Rowlanda de Boys
- Jaques, prostřední syn Rowlanda de Boys
- Denis, Oliverův sluha
- Adam, Oliverův sluha
- Amiens, pán z družiny vyhnaného vévody
- Žak, pán z družiny vyhnaného vévody
- Korin, pastýř v Ardenském lese
- Silvius, pastýř v Ardenském lese
- William, venkovan
- Pan Oliver Kazitel, venkovský farář
- Rosalinda, dcera vyhnaného vévody
- Célie, dcera Fredericka
- Fébé, pastýřka
- Audrey, pasačka koz
- Hymen, bůh svatby

## Děj

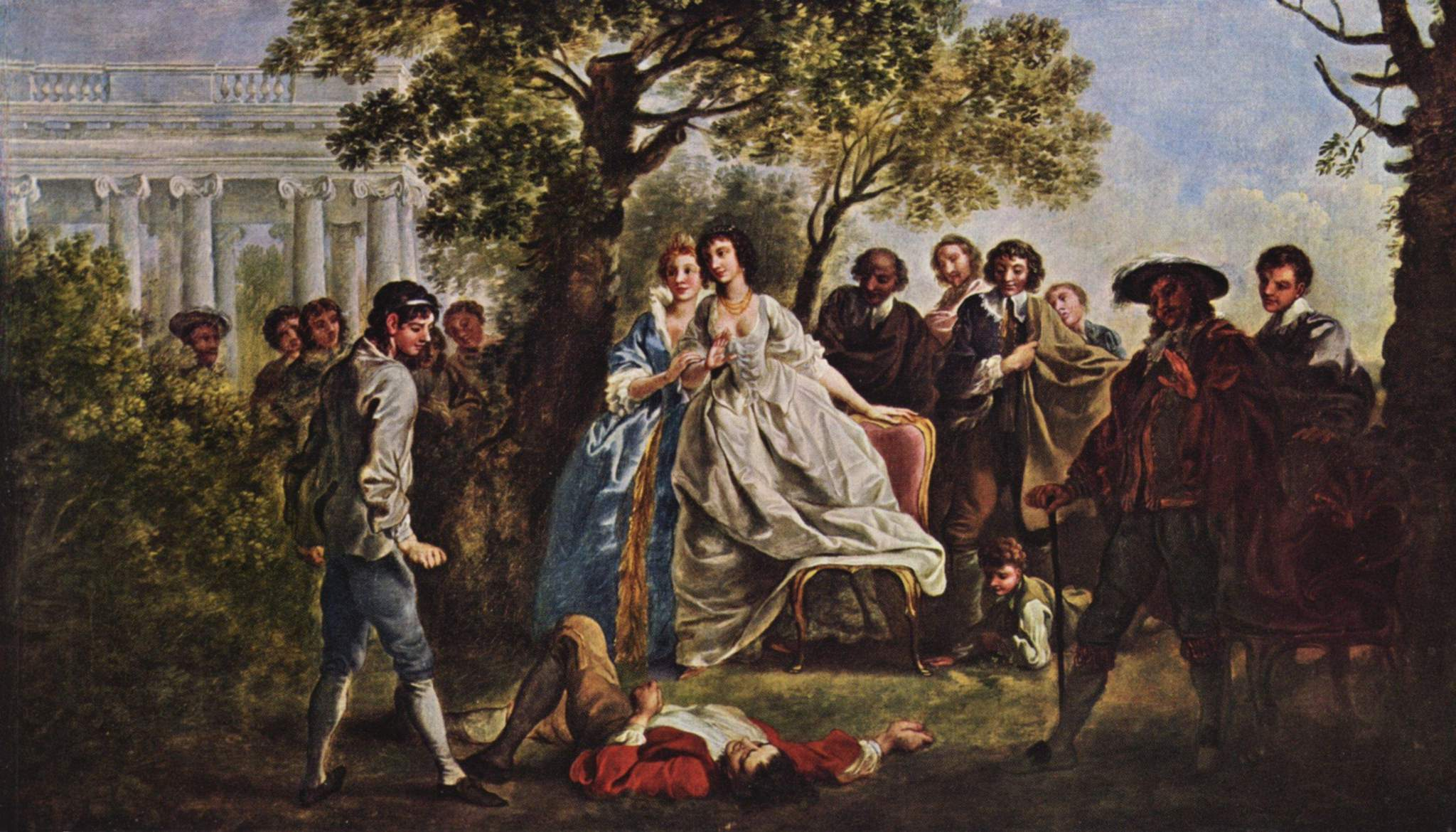
Scéna z Jak se vám líbí, Francis Hayman

Orlando, syn zesnulého Rowlanda de Boys, si stěžuje Adamovi, starému sluhovi, že mu jeho nejstarší bratr Oliver nedává peníze na studium jako jeho bratru Jaquesovi. Charles, zápasník vévody Fredericka, sděluje Oliverovi, že ho jeho bratr Orlando vyzval na souboj. Oliver však svého bratra z duše nenávidí a přeje mu při souboji jen to nejhorší.
Rosalinda, dcera vyhnaného vévody, s Célií, dcerou Fredericka, jsou nejen sestřenice, ale i nejlepší přítelkyně. Rozmlouvají s šaškem Prubířem o Štěstěně. Dozvídají se o zápase; Frederick je žádá, aby jeho neuvážené úmysly mladému hochovi rozmluvily. Bohužel se jim to nepodaří, protože Orlando je životem znechucen. Souboj překvapivě vyhraje Orlando. Frederick ovšem zjišťuje, že se jedná o syna přítele jeho bratra, Rowlada de Boys. Jeho další pobyt ve Frederickově vévodství tedy nepřichází v úvahu.
Rosalinda se do Orlanda zamiluje. Jako důkaz lásky mu věnuje svůj šperk. Frederick si uvědomí, že lid má raději Rosalindu, a vyžene ji. Célie uprchne spolu s Rosalindou a šaškem Prubířem do Ardenského lesa, kde přebývá vyhnaný vévoda. Kvůli strachu před lupiči se Rosalinda vydává za chlapce Ganyméda a Célie za dívku Alienu. Koupí si ovčinec od starého pastýře Korina, přítele Silvia, který je nešťastně zamilován do pastýřky Fébé. Ta se však zamiluje do Ganyméda, Rosalindy v mužském převleku, který k ní není tak přívětivý jako Silvius, ale naopak jí tvrdě vytýká její pohrdání zamilovanými muži.
Orlando se od Adama dozvídá, že ho jeho bratr chce zabít. Spolu se starým sluhou a jeho penězi se vydává do Ardenského lesa. Zcela vyhladovělý Orlando zde potkává vyhnaného vévodu. Spolu s Adamem je panstvo vlídně uvítá a pohostí, jak nejlépe umí. Orlando po stromech vyvěšuje dopisy Rosalindě. Rosalinda si toho samozřejmě všimne a začne se před ním vydávat za chlapce, jenž dokáže vyléčit nešťastnou lásku. Orlando za ní dochází, oslovuje ji jménem své milé a Ganyméd (čili Rosalinda) mu předvádí všechny ženské nešvary.
Oliver je Frederickem poslán do vyhnanství a jeho majetek zabaven. Měl totiž přivést zpět svého bratra Orlanda, což se mu nepodařilo. Při jeho útěku z vévodství byl však napaden hadem a lvicí. K tomuto krutému souboji se připletl i Orlando, který svého bratra i přes veškerou nenávist k němu zachránil. Jejich bratrská láska zvítězila nad všemi sváry. Lvice však Orlandovi vyrvala kus masa z paže. Tuto zprávu přichází sdělit Rosalindě, stále ještě v mužském přestrojení, sám Oliver.
Oliver se zamiluje do Célie. Šašek Prubíř zas do pastýřky koz Audrey, které věrně dokáže svou lásku tím, že palbou slov vyřídí jejího druhého nápadníka, hloupého venkovana Williama. Rosalinda, stále v mužském obleku, slibuje všem, že se zítra ožení s těmi, které mají rádi. Orlandovi také přislíbí, že jeho milovaná bude jeho ženou. Fébé si Ganyméd (čili Rosalinda) však vezme pouze tehdy, když ho ona bude chtít. Pokud ho však zavrhne, bude si muset vzít nešťastně zamilovaného Silvia.
V den konání svatby zavítá do Ardenského lesa další host. Tím je Jaques, prostřední syn Rowlanda de Boys, který přináší zprávu, že Frederick po zjištění, že mu jeho nejlepší dvořané utíkají k vyhnanému vévodovi, chtěl ho s velikým vojskem zabít. Na okraji lesa se ovšem setkal s poustevníkem a po rozhovoru s ním se rozhodl, že korunu vrátí svému vyhnanému bratrovi a půdu všem, kdo s ním odešli do vyhnanství. Célie a Rosalinda se zbavují svých převleků. Orlando poznává svoji Rosalindu a bere si ji. Fébé zas musí dodržet slib, protože Rosalinda muž vskutku není. Jejím chotěm se stává Silvius. Oliver se ožení s Célií a Audrey se vdá za šaška Prubíře. Závěrem hry pronáší Rosalinda epilog, ve kterém říká: „Prosím vás, ve jménu lásky, aby se vám tahle hra líbila tak, jak se vám líbí.“

## Divadelní inscenace
- 1996 Divadlo pod Palmovkou; režie Ivo Krobot; překlad František Fröhlich; v hlavních rolích Klára Pollertová-Trojanová (Rosalinda), Linda Rybová (Célie), Jiří Langmajer (Orlando), Aleš Procházka (Šašek), Ivan Jiřík (Jaques), Jiří Havel (Vévoda a Frederik) a Rostislav Čtvrtlík (Silvius)
- 1999 Letní shakespearovské slavnosti; režie Michal Lang; překlad Martin Hilský; v hlavních rolích Petra Špalková (Rosalinda), Klára Apolenářová (Célie), Kamil Halbich (Orlando), Ladislav Mrkvička (Šašek Prubíř), Ivan Řezáč (Jacques), Miloslav Mejzlík (Vévoda a Frederick) a Jan Teplý ml. (Silvius)
- 2003 Divadlo Na Fidlovačce; režie Juraj Deák; překlad Martin Hilský; v hlavních rolích Zuzana Vejvodová (Rosalinda), Iva Pazderková (Célie), Denny Ratajský (Orlando), Petr Rychlý (Šašek Prubíř), Martin Havelka v alternaci s Davidem Suchařípou (Žak), Josef Vrána (Vévoda), Pavel Nečas (Frederick) a Matěj Kužel (Silvius)
- 2006 Národní divadlo Brno; režie Jakub Korčák; překlad Martin Hilský; v hlavních rolích Antonie Talacková (Rosalinda), Jana Štvrtecká (Célie), Václav Vašák (Orlando), Bedřich Výtisk (Šašek Prubíř), Jan Grygar (Žak), František Derfler (Vévoda), Zdeněk Dvořák (Frederick) a Ondřej Novák (Silvius)
- 2007 Letní shakespearovské slavnosti; režie Emil Horváth; překlad Martin Hilský; v hlavních rolích Soňa Norisová (Rosalinda), Zuzana Norisová v alternaci s Danicou Jurčovou (Célie), Ladislav Hampl (Orlando), Miroslav Noga (Šašek Prubíř), Martin Dejdar v alternaci s Ivanem Řezáčem (Jacques) a Marián Labuda (Vévoda a Frederick)
- 2013 Divadlo J. K. Tyla Plzeň; režie Juraj Deák; překlad Martin Hilský; v hlavních rolích Markéta Frösslová (Rosalinda), Kamila Šmejkalová v alternaci s Andreou Mohylovou (Célie), Jan Maléř (Orlando), Michal Štěrba (Šašek Prubíř), Pavel Pavlovský (Žak), Viktor Vrabec (Vévoda), Josef Nechutný (Frederick) a Marek Adamczyk (Silvius)
- 2014 Letní shakespearovské slavnosti; režie Michal Lang; překlad Martin Hilský; v hlavních rolích Andrea Mohylová (Rosalinda), Petra Lorencová (Célie), Marek Holý (Orlando), Vladimír Polák v alternaci s Michalem Kavalčíkem (Šašek Prubíř), Michal Čapka (Žak), Stanislav Šárský (Vévoda a Frederick) a Ondřej Malý (Silvius)
- 2019 Divadlo na Vinohradech; režie Juraj Deák; překlad Martin Hilský; v hlavních rolích Šárka Vaculíková (Rosalinda), Tereza Císařová v alternaci s Markétou Děrgelovou (Célie), Marek Adamczyk (Orlando), Marek Holý (Oliver), Jiří Šesták (Vévoda žijící ve vyhnanství) Václav Vydra (Šašek), Daniel Bambas (Žak), Tomáš Dastlík (Frederick) a Viktor Javořík (Le Beau, Posel, Pán, Farář)

## Filmové adaptace
- 1936 As You Like It, anglický film. Režie: Paul Czinner, hrají: Laurence Olivier, Elisabeth Bergner.
- 2006 As You Like It, anglicko-americký film, příběh je situován do Japonska. Režie: Kenneth Branagh, hrají: Brian Blessed, Bryce Dallas Howard, Alfred Molina.